# Ekaterina Riabova
Ekaterina Vasilievna Riabova (em russo:  Екатерина Васильевна Рябова; 14 de julho de 1921 – 12 de setembro de 1974) foi uma aviadora soviética durante a Segunda Guerra Mundial que foi agraciada com o título de Heroína da União Soviética, no dia 23 de fevereiro de 1945, pelas suas missões de bombardeamento como navegadora. Ela alcançou o posto de tenente como militar das Bruxas da Noite, formação na qual ela voou 890 missões nocturnas num Polikarpov Po-2.